# Bacino di modulazione
Il bacino di modulazione è un particolare lago artificiale in cui il tempo necessario al riempimento dell'invaso è minore di 400 ore. Per tempi superiori l'invaso si chiama serbatoio.
I bacini di modulazione consentono una programmazione settimanale della produzione, mentre per i serbatoi si ha una programmazione su base stagionale.